# 連邦院 (ロシア)
連邦院（れんぽういん、ロシア語: Сове́т Федера́ции, Sovet Federatsii）または連邦会議（れんぽうかいぎ）は、ロシア連邦議会の上院。1993年に制定されたロシア連邦憲法によって設置された。議員定数は170名。ロシア連邦を構成する85の連邦構成主体 、すなわち、22共和国、9地方、46州、2連邦市、1自治州、4自治管区から各々2名の上院議員が選出される。

## 歴代議長
| 代 | 氏名                       | 画像 | 就任日        | 退任日        | 選出選挙区           | 所属政党                |
| -- | -------------------------- | ---- | ------------- | ------------- | -------------------- | ----------------------- |
| 1  | ウラジーミル・シュメイコ   |      | 1994年1月13日 | 1996年1月23日 | カリーニングラード州 | 無所属                  |
| 2  | エゴール・ストローエフ     |      | 1996年1月23日 | 2001年12月5日 | オリョール州         | 無所属                  |
| 3  | セルゲイ・ミローノフ       |      | 2001年12月5日 | 2011年5月18日 | サンクトペテルブルク | ロシア生活党 公正ロシア |
| -  | アレクサンドル・トルシン   |      | 2011年5月19日 | 2011年9月21日 | マリ・エル共和国     | 統一ロシア              |
| 4  | ワレンチナ・マトヴィエンコ |      | 2011年9月21日 | 現職          | サンクトペテルブルク | 統一ロシア              |

## 連邦会議大統領代表
- アレクサンドル・ヤコブレフ 1994年2月18日 – 1996年2月10日
- アナトリー・スリヴァ 1996年2月10日 – 1998年10月27日
- ユーリ・ヤロフ 1998年12月7日 – 1999年4月13日
- ヴャチェスラフ・ヒシニャノフ 1999年5月12日 – 2004年4月5日
- アレクサンドル・コチェンコフ 2004年4月5日 – 現職